# Syrští křesťané
Syrské církve představují kulturně a jazykově vyhraněnou součást východního křesťanstva. Dnes tuto část křesťanstva, jehož lze hledat především na Blízkém východě, představuje množství středovýchodních a indických církví.

## Dějiny

Liturgická slavnost v syrském pravoslavném klášteře v Mosulu, počátek 20. století

Syrští křesťané jsou dědici tradic, vázaných především na syrštinu, jeden z aramejských dialektů. Syrština coby semitský jazyk je bližší hebrejštině a židovské a mezopotámské kultuře. Syrští křesťané také na rozdíl od řecky a latinsky hovořících křesťanů nežili v římské či byzantské říši, které postupně křesťanství přijaly, a byli tak často vystaveni pronásledování.
Politickým a kulturním střediskem syrských křesťanů byla Antiochie, která se také stala sídlem patriarchátu. Antiošský patriarchát byl sice silně helénizován, nicméně syrsky hovořícími kulturními středisky se stala města Edessa, Nisibis a Ktésifón.
Mezi rané syrské literární památky patří Taciánův Diatessaron, harmonizace čtyř kanonických evangelií a syrský překlad bible, Pešitta. Mezi další významná díla patří Nauka Addajova, spisy Afraatovy, Efrémovy a Izáka z Antiochie.
V 5. století dochází k prvnímu rozdělení mezi křesťany žijícími v sásánovské Persii a římské říši kvůli nestoránskému schizmatu, a to jak z teologických, tak politických příčin. Ktésifón se poté stal hlavním střediskem Asyrské církve Východu.
Po Chalkedonském koncilu mnoho syrských křesťanů rozhodnutí tohoto koncilu nepřijalo. Antiochijský patriarchát byl v této otázce rozdělen a byla narušena jednota jeho společenství. Křesťané, kteří přijali rozhodnutí Chalkedonu, jsou zváni jako melchité (ze syrského ܡܠܟܐ malká král, tj. císařská strana), zatímco odpůrci chalkedonské christologie byli označeni jako monofyzité (ti, kdo věří v jednu přirozenost Kristovu) či jakobité (jakobitská pravoslavná církev, srov. Jakub Baradaios). Mezi oběma stranami se ocitla maronitská katolická církev, která uzavřela unii s Římem roku 1192, kterou de facto potvrdila, že vždy zůstala ve společenství katolické církve s římským biskupem, papežem.
Během staletí některé z těchto církví přešly do společenství s katolickou církví a staly se východními katolickými církvemi, Malabarská syrská církev Mar Thoma pak navázala společenství s anglikánskými církvemi. Některé ze syrských církví již syrštiny při bohoslužbě neužívají.

## Církve vycházející ze syrské tradice
- Západosyrský ritus
  - Syrská pravoslavná církev — orientální církev, zvaná jakobitská, která nepřijala Chalkedonský koncil, antiochijský patriarchát (patriarcha sídlí v Damašku, hlavním městě Sýrie) – je miafyzitská
    - Malankarská jakobitská syrská pravoslavná církev — orientální církev, která nepřijala Chalkedonský koncil v Indii (je autonomní součástí Syrské pravoslavné církve) – miafyzitská – její věřící žijí i ve Spojeném království.

  - Malankarská pravoslavná syrská církev — autokefální orientální církev, která nepřijala Chalkedonský koncil, v Indii (odtrhla se od Syrské pravoslavné církve) – miafyzitská
  - Syrská katolická církev — východní katolická církev, patriarcha (hlava církve) sídlí v Libanonu (rozšířena celosvětově)
  - Maronitská katolická církev — východní katolická církev, patriarcha (její hlava) sídlí v Libanonu (rozšířena celosvětově)
  - Syrsko-malankarská katolická církev — východní katolická církev s centrem v indickém státě Kérala, kde žije většina věřících

- Východosyrský ritus
  - Orientální církve:
    - Asyrská církev Východu — někdy též označovaná jako nestoriánská (jediná křesťanská nestoriánská církev. Je rozšířena celosvětově. Její katolikové-patriarchové (tzv. „asyrský papež“) sídlili v letech 1935–2015 v USA. Současný, Mar Dinkha IV. (v úřadu od 1976) se v září 2015 vrátil, žije v Irbílu/Erbílu v iráckém Kurdistánu (sever Iráku)
    - Chaldejská katolická církev — východní katolická církev, její patriarcha (hlava církve) sídlí v Bagdádu, hlavním městě Iráku (rozšířena celosvětově)

  - Syrsko-malabarská katolická církev — východní katolická církev s centrem v indickém státě Kérala, kde žije většina věřících (po roce 2000 přibývá věřících-přistěhovalců v USA)
  - Malabarská syrská církev Mar Thoma — východní církev v Indii, kde žije i většina věřících, je to volná součást Anglikánského společenství-má s nimi svátostné společenství (intercommunio).

V moderní době se o průnik do syrské oblasti snaží i množství protestantských denominací, takže v oblasti vznikají nová protestantská uskupení, např. asyrská letniční církev. Tato společenství však nejsou obyčejně řazena mezi orientální církve, k nimž se syrští křesťané obvykle přiřazují.